# Zachar Markovič Agranenko
Zachar Markovič Agranenko (San Pietroburgo, 6 luglio 1912 – Mosca, 24 ottobre 1960) è stato un regista cinematografico sovietico.

## Biografia
Nato a San Pietroburgo dalla famiglia di Shmerka Mordkovich Erukhimovich; la famiglia viveva a Nevsky Prospekt, 124. Nel 1937 si laureò al GITIS (facoltà di direzione). Dal 1937 lavorò come regista nei teatri di Leningrado, con rappresentazioni al Bolshoi: "La questione russa" nel 1947, "Ombra aliena" e altri. Zakhar Agranenko ha scritto le opere "Benvenuto" ("L'isola della Croce", in combinazione con A.P. Stein, 1942, Teatro Baltflot, Leningrado; ramo anteriore del Teatro Vakhtangov), "La terra conferma" (in combinazione con I. Baru, 1943, Teatro Baltflot), "Anno nuovo". (1949, CTCA) e "Sessanta ore" (1954, Pushkin MDT). 
Durante la Grande Guerra Patriottica ha combattuto nella milizia nazionale vicino a Leningrado, poi è stato capo della parte letteraria del Teatro della Flotta del Baltico, capitano del servizio amministrativo. Gli è stata conferita la medaglia dell'Ordine della Stella Rossa. Membro del Partito comunista bolscevico dell'intera Unione (dal 1945).
Dal 1955, direttore dello studio cinematografico "Mosfilm". Film diretti dedicati agli eventi eroici della Grande Guerra Patriottica. Come regista e sceneggiatore, fu autore dei film "La sinfonia di Leningrado" (1957), "La guarnigione immortale" (1956) e altri; autore di sceneggiature (insieme a K.M. Simonov): "La vita di Andrei Shvetsov", "La seconda carovana".
L'urna con le ceneri sepolte nel colombario del cimitero di Novodevichy.

## Filmografia (parziale)

### Regista
- La guarnigione immortale (1956)
- Leningradskaja simfonija (1957)